# Великая Македония

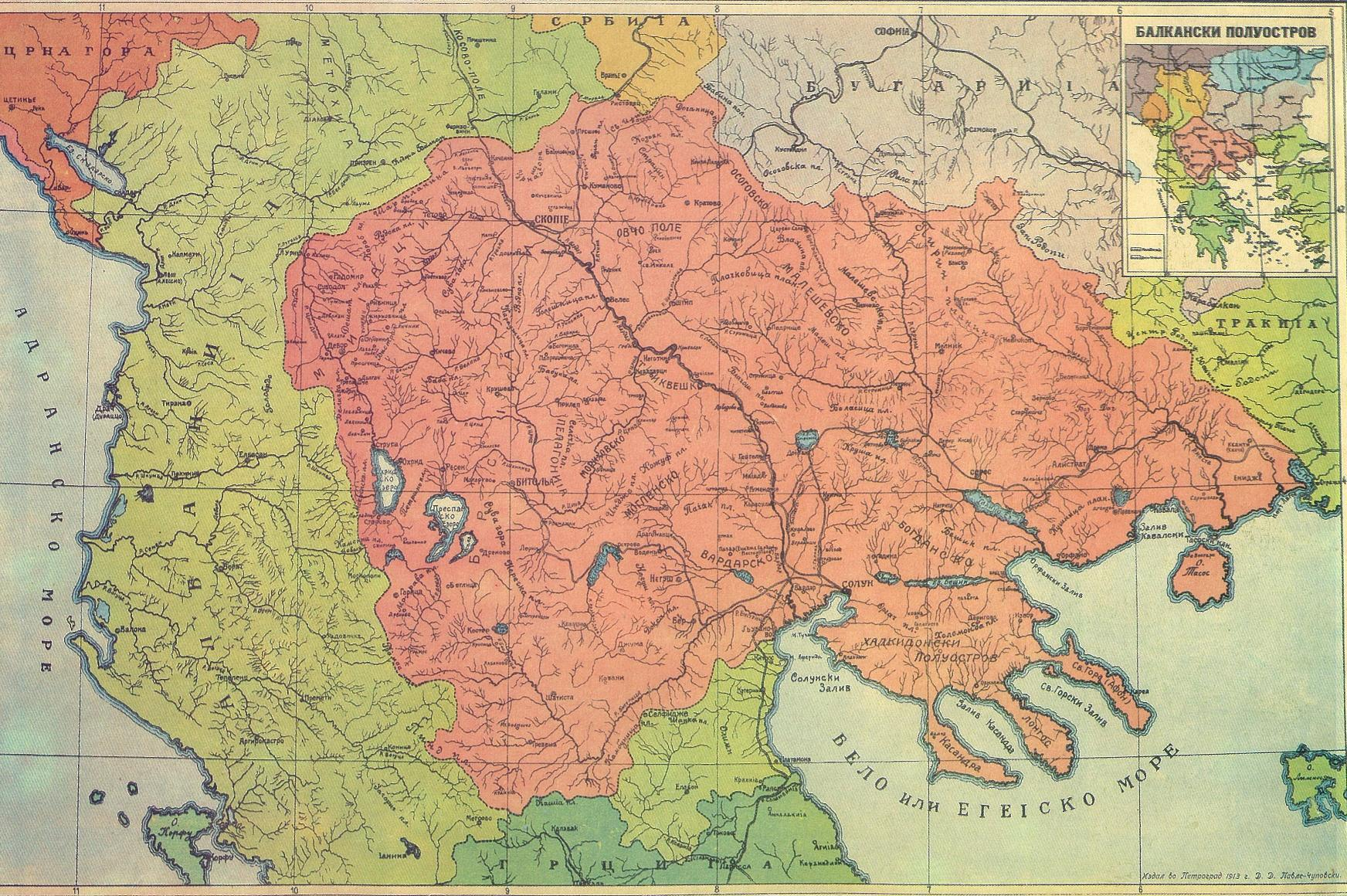
Карта Великой Македонии, изданная в Санкт-Петербурге в 1913 году

Македония

Великая Македония (макед. Голема Македонија) или Объединенная Македония (макед. Обединета Македонија) — популистская, панбалканская идея северомакедонских радикалов-ирредентистов, как антагонизм идеи Великой Болгарии, Великой Албании, Великой Греции и Великой Сербии.

## История

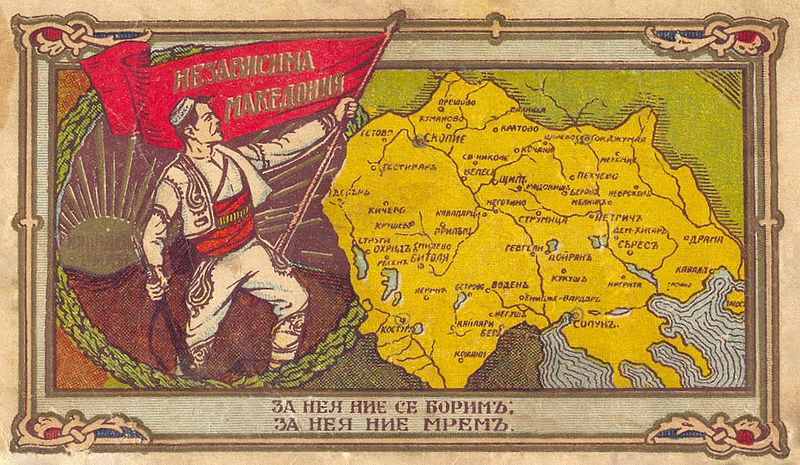
Карта Великой Македонии

Территориальный состав Великой Македонии:
- Вардарская Македония (макед. Вардарска Македонија) — Северная Македония.
- т.н. Эгейская Македония (макед. Егејска Македонија) — три македонских периферии северной Греции.
- Пиринская Македония (макед. Пиринска Македонија) — неофициальное название области Благоевграда в юго-западной Болгарии
- Мала Преспа и Голо Брдо[англ.] — область в юго-восточной Албании, соответствующей примерно части округов Корча (Горица) , Поградец и Девол (иногда полагавший быть частью Эгейской Македонии).
- Гора и Прохор Пчински — в южном Косово и Сербии (эти подобласти, как иногда полагают, являются частью Вардарской Македонии).

Идея и сам термин возник после Бухарестских соглашений 1913 года, закрепивших раздел территорий македонских вилайетов Османской империи и состоит на тех же популистских основах и из той же серии панславизма, что и Великая Болгария, Великая Польша и т. д.
По сути идеи, Великая Македония должна иметь доминирующее положение на Балканах размерами территории и иметь на своей территории промакедонски настроенные народности, то есть по сути националистическое государство отрицающее какое либо присутствие в каких либо долях иных этнических групп. Политическим обоснованием такого государства должна была стать география расселения македонского этноса и существование с античных времен исторически значимого региона Македонии, не совпадающего с границами современного государства Северная Македония.
В состав Великой Македонии должны войти земли Болгарии, Греции, Северной Македонии, Сербии и Албании.
Носителем идеи Великой Македонии являлась революционная организация ВМРО во главе с Тодором Александровым и Иваном Михайловым.